# فاسيلي سميسلوف
فاسيلي فاسيليفيتش سميسلوف (1921 - 2010) (بالروسية : Василий Васильевич Смыслов) هو لاعب شطرنج سوفيتي ثم روسي كان من أوائل من حمل لقب أستاذ دولي كبير عند إنشاءه سنة 1950 ، أصبح بطل العالم السابع في رياضة الشطرنج سنة 1957. كان مرشحا لبطولة العالم سبع مرات (1950، 1953، 1956، 1959، 1965، 1983-1984 ، 1985) ولعب في أربع نهائيات بطولة العالم (1948، 1954، 1957 و 1958).
ما بين السنوات 1952 و 1972 ، حقق كإنجاز فردي في تسع أولمبيادات خاضها ضمن منتخب الاتحاد السوفياتي فوزاً بسبعة عشر ميدالية من بينها 13 ميدالية ذهبية ليصنف اللاعب الأكثر نجاحا في دورات أولمبياد الشطرنج .

## أسلوب سميسلوف
كان يبرع فاسيلي سميسلوف في الدفاع الصقلي

## وصلات خارجية
- فاسيلي سميسلوف على موقع الموسوعة البريطانية (الإنجليزية)
- فاسيلي سميسلوف على موقع مونزينجر (الألمانية)
- فاسيلي سميسلوف على موقع مباريات الشطرنج (الإنجليزية)
- فاسيلي سميسلوف على موقع 365Chess.com (الإنجليزية)
- فاسيلي سميسلوف على موقع Chesstempo.com (الإنجليزية)
- فاسيلي سميسلوف سجل أولمبياد الشطرنج على موقع OlimpBase.org (الإنجليزية)